# Volta à Colômbia de 2019
A 69.ª edição da Volta à Colômbia (nome oficial da edição: Vuelta a Colombia Casanare Bicentenario Coldeportes) foi uma carreira de ciclismo de estrada por etapas que se celebrou entre 16 e 30 de junho de 2019 com início na cidade de Yopal e final na cidade de Tunja na Colômbia. O percurso constou de um prólogo e 13 etapas sobre uma distância total de 1966,8 km dos quais só se percorreram 1 866,2 km devido a modificações e recortes nas etapas 8.ª e 9.ª por deslizamentos na cidade de Pereira.
A edição 2019, ano do bicentenário da Independência da Colômbia, o pelotão passou por lugares que foram parte importante do movimento libertador que fez 200 anos como Pore, Paz de Ariporo, Aguazul e Yopal, capital do departamento de Casanare.
A carreira realizou-se como uma concorrência de categoria nacional não UCI e foi vencida pelo ciclista cundinamarqués Fabio Duarte da Medellín. O pódio completaram-no o boyacense Salvador Moreno Hernández da equipa Super Giros-Prefeitura de Manizales e o espanhol Óscar Sevilla da Medellín.

## Equipas participantes
Tomaram a partida um total de 15 equipasdos quais 6 foram equipas de categoria Continental e 9 equipas regionais e de clubes, quem conformaram um pelotão de 139 ciclistas dos quais terminaram 98. As equipas participantes foram:
| Equipes Continentais (6)- Coldeportes Bicicletas Strongman - Coldeportes Zenú - EPM-Scott - GW Shimano Chaoyang Kixx Envía PX Lazer - Medellín - Orgullo Paisa Equipes amadoras de ciclismo (5)- EBSA Empresa de Energía Boyacá - Fuerzas Armadas-Ejército Nacional - Fundación Depormundo - Néctar-Gobernación de Cundinamarca - Sundark Arawak Equipes regionais e clubes (3)- Boyacá es Para Vivirla - Liciclismo Huila - Supergiros-Alcaldía de Manizales Unknown team category- Saitel Team |
| |

## Etapas
| Etapa   | Data      | Percurso                              | type                      | Distância (km) | Vencedor          | Líder geral         |
| ------- | --------- | ------------------------------------- | ------------------------- | -------------- | ----------------- | ------------------- |
| Prólogo | 16 jun.   | Yopal – Yopal                         | contrarrelógio individual | 7,1            | Óscar Sevilla     | Óscar Sevilla       |
| 1       | 17 jun.   | Pore – Aguazul                        | etapa plana               | 144,3          | William Muñoz     | Óscar Sevilla       |
| 2       | 18 jun.   | Paipa – Socorro                       | etapa escarpada           | 203,1          | Róbigzon Oyola    | Róbigzon Oyola      |
| 3       | 19 jun.   | San Gil – Bucaramanga                 | média montanha            | 107,8          | Cristhian Montoya | Róbigzon Oyola      |
| 4       | 20 jun.   | Bucaramanga – Barrancabermeja         | etapa escarpada           | 121,8          | Weimar Roldán     | Róbigzon Oyola      |
| 5       | 21 jun.   | Barrancabermeja – Puerto Boyacá       | etapa plana               | 221,1          | Carlos Alzate     | Róbigzon Oyola      |
| 6       | 22 jun.   | Puerto Boyacá – Rionegro              | alta montanha             | 178,5          | Omar Mendoza      | José Tito Hernández |
| 7       | 23 jun.   | Medellín – Medellín                   | etapa plana               | 100            | Weimar Roldán     | José Tito Hernández |
|         | 24 de jun | Dia de descanso                       | Dia de descanso           |                |                   |                     |
| 8       | 25 jun.   | Manizales – Manizales                 | etapa plana               | 106            | Bryan Gomez       | José Tito Hernández |
| 9       | 26 jun.   | Cartago (Colômbia) – Alto de La Línea | alta montanha             | 137            | Heiner Parra      | Heiner Parra        |
| 10      | 27 jun.   | Ibagué – Albán                        | alta montanha             | 210,7          | Óscar Sevilla     | Fabio Duarte        |
| 11      | 28 jun.   | Tocancipá – Sachica                   | etapa escarpada           | 149,5          | Óscar Quiroz      | Fabio Duarte        |
| 12      | 29 jun.   | Villa de Leyva – Socha                | média montanha            | 157,3          | Brandon Rivera    | Fabio Duarte        |
| 13      | 30 jun.   | Puente de Boyacá – Tunja              | contrarrelógio individual | 22             | Brayan Sánchez    | Fabio Duarte        |

## Desenvolvimento da carreira

### Prólogo
| Yopal - Yopal | contrarrelógio individual | (7,1 km) |

| \| Classificação por etapas \| Classificação por etapas \| Classificação por etapas \| Classificação por etapas \| Classificação por etapas \| \| Ciclista \| Ciclista \| Equipe \| Tempo \| \| \| ------------------------ \| ------------------------ \| ------------------------ \| ------------------------ \| ------------------------ \| \| 1. \| Óscar Sevilla \| Medellín \| 8m27s \| \| \| 2. \| Brayan Sánchez \| Orgullo Paisa \| + 8s \| \| \| 3. \| Carlos Ramírez \| EPM \| + 10s \| \| \| 4. \| Miguel Ángel Reyes \| EPM \| + 11s \| \| \| 5. \| Fabio Duarte \| Medellín \| + 12s \| \| \| 6. \| Bryan Gomez \| Manzana Postobón \| + 13s \| \| \| 7. \| Juan Pablo Suárez \| GW Shimano \| + 13s \| \| \| 8. \| José Tito Hernández \| Orgullo Paisa \| + 14s \| \| \| 9. \| Walter Vargas \| Medellín \| + 14s \| \| \| 10. \| Róbigzon Oyola \| Medellín \| + 15s \| \| |                     |                  |       |
| |                     |                  |       |
| |                     |                  |       |
| Classificação por etapas |                     |                  |       |
| Ciclista | Ciclista            | Equipe           | Tempo |
| 1. | Óscar Sevilla       | Medellín         | 8m27s |
| 2. | Brayan Sánchez      | Orgullo Paisa    | + 8s  |
| 3. | Carlos Ramírez      | EPM              | + 10s |
| 4. | Miguel Ángel Reyes  | EPM              | + 11s |
| 5. | Fabio Duarte        | Medellín         | + 12s |
| 6. | Bryan Gomez         | Manzana Postobón | + 13s |
| 7. | Juan Pablo Suárez   | GW Shimano       | + 13s |
| 8. | José Tito Hernández | Orgullo Paisa    | + 14s |
| 9. | Walter Vargas       | Medellín         | + 14s |
| 10. | Róbigzon Oyola      | Medellín         | + 15s |

| \| Classificação geral \| Classificação geral \| Classificação geral \| Classificação geral \| Classificação geral \| \| Ciclista \| Ciclista \| Equipe \| Tempo \| \| \| ------------------- \| ------------------- \| ------------------- \| ------------------- \| ------------------- \| \| 1. \| Óscar Sevilla \| Medellín \| 8m27s \| \| \| 2. \| Brayan Sánchez \| Orgullo Paisa \| + 8s \| \| \| 3. \| Carlos Ramírez \| EPM \| + 10s \| \| \| 4. \| Miguel Ángel Reyes \| EPM \| + 11s \| \| \| 5. \| Fabio Duarte \| Medellín \| + 12s \| \| \| 6. \| Bryan Gomez \| Manzana Postobón \| + 13s \| \| \| 7. \| Juan Pablo Suárez \| GW Shimano \| + 13s \| \| \| 8. \| José Tito Hernández \| Orgullo Paisa \| + 14s \| \| \| 9. \| Walter Vargas \| Medellín \| + 14s \| \| \| 10. \| Róbigzon Oyola \| Medellín \| + 15s \| \| |                     |                  |       |
| |                     |                  |       |
| |                     |                  |       |
| Classificação geral |                     |                  |       |
| Ciclista | Ciclista            | Equipe           | Tempo |
| 1. | Óscar Sevilla       | Medellín         | 8m27s |
| 2. | Brayan Sánchez      | Orgullo Paisa    | + 8s  |
| 3. | Carlos Ramírez      | EPM              | + 10s |
| 4. | Miguel Ángel Reyes  | EPM              | + 11s |
| 5. | Fabio Duarte        | Medellín         | + 12s |
| 6. | Bryan Gomez         | Manzana Postobón | + 13s |
| 7. | Juan Pablo Suárez   | GW Shimano       | + 13s |
| 8. | José Tito Hernández | Orgullo Paisa    | + 14s |
| 9. | Walter Vargas       | Medellín         | + 14s |
| 10. | Róbigzon Oyola      | Medellín         | + 15s |

### 1.ª etapa
| Pore - Aguazul | etapa plana | (144,3 km) |

| \| Classificação por etapas \| Classificação por etapas \| Classificação por etapas \| Classificação por etapas \| Classificação por etapas \| \| Ciclista \| Ciclista \| Equipe \| Tempo \| \| \| ------------------------ \| ------------------------ \| ---------------------------------- \| ------------------------ \| ------------------------ \| \| 1. \| William Muñoz \| Coldeportes Bicicletas Strongman \| 3h19m02s \| \| \| 2. \| Bryan Gomez \| Manzana Postobón \| + 0s \| \| \| 3. \| Weimar Roldán \| Medellín \| + 0s \| \| \| 4. \| Jairo Salas \| EPM \| + 0s \| \| \| 5. \| Steven Cuesta \| Néctar-Gobernación de Cundinamarca \| + 0s \| \| \| 6. \| Julián Molano \| Coldeportes-Zenú \| + 0s \| \| \| 7. \| Álvaro Duarte Sandoval \| Néctar-Gobernación de Cundinamarca \| + 0s \| \| \| 8. \| Rafael Montiel \| Orgullo Paisa \| + 0s \| \| \| 9. \| Steven Gonzalez Girón \| Liciclismo Huila \| + 0s \| \| \| 10. \| Brayan Sánchez \| Orgullo Paisa \| + 0s \| \| |                        |                                    |          |
| |                        |                                    |          |
| |                        |                                    |          |
| Classificação por etapas |                        |                                    |          |
| Ciclista | Ciclista               | Equipe                             | Tempo    |
| 1. | William Muñoz          | Coldeportes Bicicletas Strongman   | 3h19m02s |
| 2. | Bryan Gomez            | Manzana Postobón                   | + 0s     |
| 3. | Weimar Roldán          | Medellín                           | + 0s     |
| 4. | Jairo Salas            | EPM                                | + 0s     |
| 5. | Steven Cuesta          | Néctar-Gobernación de Cundinamarca | + 0s     |
| 6. | Julián Molano          | Coldeportes-Zenú                   | + 0s     |
| 7. | Álvaro Duarte Sandoval | Néctar-Gobernación de Cundinamarca | + 0s     |
| 8. | Rafael Montiel         | Orgullo Paisa                      | + 0s     |
| 9. | Steven Gonzalez Girón  | Liciclismo Huila                   | + 0s     |
| 10. | Brayan Sánchez         | Orgullo Paisa                      | + 0s     |

| \| Classificação geral \| Classificação geral \| Classificação geral \| Classificação geral \| Classificação geral \| \| Ciclista \| Ciclista \| Equipe \| Tempo \| \| \| ------------------- \| ------------------- \| ------------------- \| ------------------- \| ------------------- \| \| 1. \| Óscar Sevilla \| Medellín \| 3h27m29s \| \| \| 2. \| Bryan Gomez \| Manzana Postobón \| + 7s \| \| \| 3. \| Brayan Sánchez \| Orgullo Paisa \| + 8s \| \| \| 4. \| Carlos Ramírez \| EPM \| + 10s \| \| \| 5. \| Miguel Ángel Reyes \| EPM \| + 11s \| \| \| 6. \| Fabio Duarte \| Medellín \| + 12s \| \| \| 7. \| Juan Pablo Suárez \| GW Shimano \| + 13s \| \| \| 8. \| José Tito Hernández \| Orgullo Paisa \| + 14s \| \| \| 9. \| Walter Vargas \| Medellín \| + 14s \| \| \| 10. \| Róbigzon Oyola \| Medellín \| + 15s \| \| |                     |                  |          |
| |                     |                  |          |
| |                     |                  |          |
| Classificação geral |                     |                  |          |
| Ciclista | Ciclista            | Equipe           | Tempo    |
| 1. | Óscar Sevilla       | Medellín         | 3h27m29s |
| 2. | Bryan Gomez         | Manzana Postobón | + 7s     |
| 3. | Brayan Sánchez      | Orgullo Paisa    | + 8s     |
| 4. | Carlos Ramírez      | EPM              | + 10s    |
| 5. | Miguel Ángel Reyes  | EPM              | + 11s    |
| 6. | Fabio Duarte        | Medellín         | + 12s    |
| 7. | Juan Pablo Suárez   | GW Shimano       | + 13s    |
| 8. | José Tito Hernández | Orgullo Paisa    | + 14s    |
| 9. | Walter Vargas       | Medellín         | + 14s    |
| 10. | Róbigzon Oyola      | Medellín         | + 15s    |

### 2.ª etapa
| Paipa - Socorro | etapa escarpada | (203,1 km) |

| \| Classificação por etapas \| Classificação por etapas \| Classificação por etapas \| Classificação por etapas \| Classificação por etapas \| \| Ciclista \| Ciclista \| Equipe \| Tempo \| \| \| ------------------------ \| ------------------------ \| ---------------------------------- \| ------------------------ \| ------------------------ \| \| 1. \| Róbigzon Oyola \| Medellín \| 4h46m03s \| \| \| 2. \| Jonathan Cañaveral \| Coldeportes Bicicletas Strongman \| + 0s \| \| \| 3. \| Cayetano Sarmiento \| EPM \| + 0s \| \| \| 4. \| Frank Osorio \| Coldeportes Bicicletas Strongman \| + 0s \| \| \| 5. \| Julián Molano \| Coldeportes-Zenú \| + 25s \| \| \| 6. \| Jhon Anderson Rodríguez \| EPM \| + 25s \| \| \| 7. \| Mauricio Orozco \| Fuerzas Armadas-Ejército Nacional \| + 25s \| \| \| 8. \| Weimar Roldán \| Medellín \| + 25s \| \| \| 9. \| Marco Suesca \| Boyacá es Para Vivirla \| + 25s \| \| \| 10. \| Álvaro Duarte Sandoval \| Néctar-Gobernación de Cundinamarca \| + 25s \| \| |                         |                                    |          |
| |                         |                                    |          |
| |                         |                                    |          |
| Classificação por etapas |                         |                                    |          |
| Ciclista | Ciclista                | Equipe                             | Tempo    |
| 1. | Róbigzon Oyola          | Medellín                           | 4h46m03s |
| 2. | Jonathan Cañaveral      | Coldeportes Bicicletas Strongman   | + 0s     |
| 3. | Cayetano Sarmiento      | EPM                                | + 0s     |
| 4. | Frank Osorio            | Coldeportes Bicicletas Strongman   | + 0s     |
| 5. | Julián Molano           | Coldeportes-Zenú                   | + 25s    |
| 6. | Jhon Anderson Rodríguez | EPM                                | + 25s    |
| 7. | Mauricio Orozco         | Fuerzas Armadas-Ejército Nacional  | + 25s    |
| 8. | Weimar Roldán           | Medellín                           | + 25s    |
| 9. | Marco Suesca            | Boyacá es Para Vivirla             | + 25s    |
| 10. | Álvaro Duarte Sandoval  | Néctar-Gobernación de Cundinamarca | + 25s    |

| \| Classificação geral \| Classificação geral \| Classificação geral \| Classificação geral \| Classificação geral \| \| Ciclista \| Ciclista \| Equipe \| Tempo \| \| \| ------------------- \| ------------------- \| -------------------------------- \| ------------------- \| ------------------- \| \| 1. \| Róbigzon Oyola \| Medellín \| 8h13m37s \| \| \| 2. \| Frank Osorio \| Coldeportes Bicicletas Strongman \| + 19s \| \| \| 3. \| Óscar Sevilla \| Medellín \| + 20s \| \| \| 4. \| Brayan Sánchez \| Orgullo Paisa \| + 28s \| \| \| 5. \| Jonathan Cañaveral \| Coldeportes Bicicletas Strongman \| + 30s \| \| \| 6. \| Miguel Ángel Reyes \| EPM \| + 31s \| \| \| 7. \| Fabio Duarte \| Medellín \| + 32s \| \| \| 8. \| Juan Pablo Suárez \| GW Shimano \| + 33s \| \| \| 9. \| José Tito Hernández \| Orgullo Paisa \| + 34s \| \| \| 10. \| Weimar Roldán \| Medellín \| + 38s \| \| |                     |                                  |          |
| |                     |                                  |          |
| |                     |                                  |          |
| Classificação geral |                     |                                  |          |
| Ciclista | Ciclista            | Equipe                           | Tempo    |
| 1. | Róbigzon Oyola      | Medellín                         | 8h13m37s |
| 2. | Frank Osorio        | Coldeportes Bicicletas Strongman | + 19s    |
| 3. | Óscar Sevilla       | Medellín                         | + 20s    |
| 4. | Brayan Sánchez      | Orgullo Paisa                    | + 28s    |
| 5. | Jonathan Cañaveral  | Coldeportes Bicicletas Strongman | + 30s    |
| 6. | Miguel Ángel Reyes  | EPM                              | + 31s    |
| 7. | Fabio Duarte        | Medellín                         | + 32s    |
| 8. | Juan Pablo Suárez   | GW Shimano                       | + 33s    |
| 9. | José Tito Hernández | Orgullo Paisa                    | + 34s    |
| 10. | Weimar Roldán       | Medellín                         | + 38s    |

### 3.ª etapa
| San Gil - Bucaramanga | média montanha | (107,8 km) |

| \| Classificação por etapas \| Classificação por etapas \| Classificação por etapas \| Classificação por etapas \| Classificação por etapas \| \| Ciclista \| Ciclista \| Equipe \| Tempo \| \| \| ------------------------ \| ------------------------- \| -------------------------------- \| ------------------------ \| ------------------------ \| \| 1. \| Cristhian Montoya \| Medellín \| 2h40m48s \| \| \| 2. \| José Tito Hernández \| Orgullo Paisa \| + 6s \| \| \| 3. \| Óscar Sevilla \| Medellín \| + 11s \| \| \| 4. \| Brayan Sánchez \| Orgullo Paisa \| + 11s \| \| \| 5. \| Fabio Duarte \| Medellín \| + 11s \| \| \| 6. \| Marco Suesca \| Boyacá es Para Vivirla \| + 11s \| \| \| 7. \| Luis Miguel Martínez \| Coldeportes Zenú \| + 11s \| \| \| 8. \| Dalivier Ospina \| Supergiros-Alcaldía de Manizales \| + 11s \| \| \| 9. \| Janier Acevedo \| EPM \| + 11s \| \| \| 10. \| Salvador Moreno Hernández \| Supergiros-Alcaldía de Manizales \| + 11s \| \| |                           |                                  |          |
| |                           |                                  |          |
| |                           |                                  |          |
| Classificação por etapas |                           |                                  |          |
| Ciclista | Ciclista                  | Equipe                           | Tempo    |
| 1. | Cristhian Montoya         | Medellín                         | 2h40m48s |
| 2. | José Tito Hernández       | Orgullo Paisa                    | + 6s     |
| 3. | Óscar Sevilla             | Medellín                         | + 11s    |
| 4. | Brayan Sánchez            | Orgullo Paisa                    | + 11s    |
| 5. | Fabio Duarte              | Medellín                         | + 11s    |
| 6. | Marco Suesca              | Boyacá es Para Vivirla           | + 11s    |
| 7. | Luis Miguel Martínez      | Coldeportes Zenú                 | + 11s    |
| 8. | Dalivier Ospina           | Supergiros-Alcaldía de Manizales | + 11s    |
| 9. | Janier Acevedo            | EPM                              | + 11s    |
| 10. | Salvador Moreno Hernández | Supergiros-Alcaldía de Manizales | + 11s    |

| \| Classificação geral \| Classificação geral \| Classificação geral \| Classificação geral \| Classificação geral \| \| Ciclista \| Ciclista \| Equipe \| Tempo \| \| \| ------------------- \| ------------------- \| ---------------------------------- \| ------------------- \| ------------------- \| \| 1. \| Róbigzon Oyola \| Medellín \| 10h54m36s \| \| \| 2. \| Óscar Sevilla \| Medellín \| + 16s \| \| \| 3. \| Frank Osorio \| Coldeportes Bicicletas Strongman \| + 19s \| \| \| 4. \| José Tito Hernández \| Orgullo Paisa \| + 23s \| \| \| 5. \| Brayan Sánchez \| Orgullo Paisa \| + 28s \| \| \| 6. \| Jonathan Cañaveral \| Coldeportes Bicicletas Strongman \| + 30s \| \| \| 7. \| Miguel Ángel Reyes \| EPM \| + 31s \| \| \| 8. \| Fabio Duarte \| Medellín \| + 31s \| \| \| 9. \| Sebastián Caro \| Néctar-Gobernación de Cundinamarca \| + 32s \| \| \| 10. \| Juan Pablo Suárez \| GW Shimano \| + 33s \| \| |                     |                                    |           |
| |                     |                                    |           |
| |                     |                                    |           |
| Classificação geral |                     |                                    |           |
| Ciclista | Ciclista            | Equipe                             | Tempo     |
| 1. | Róbigzon Oyola      | Medellín                           | 10h54m36s |
| 2. | Óscar Sevilla       | Medellín                           | + 16s     |
| 3. | Frank Osorio        | Coldeportes Bicicletas Strongman   | + 19s     |
| 4. | José Tito Hernández | Orgullo Paisa                      | + 23s     |
| 5. | Brayan Sánchez      | Orgullo Paisa                      | + 28s     |
| 6. | Jonathan Cañaveral  | Coldeportes Bicicletas Strongman   | + 30s     |
| 7. | Miguel Ángel Reyes  | EPM                                | + 31s     |
| 8. | Fabio Duarte        | Medellín                           | + 31s     |
| 9. | Sebastián Caro      | Néctar-Gobernación de Cundinamarca | + 32s     |
| 10. | Juan Pablo Suárez   | GW Shimano                         | + 33s     |

### 4.ª etapa
| Bucaramanga - Barrancabermeja | etapa escarpada | (121,8 km) |

| \| Classificação por etapas \| Classificação por etapas \| Classificação por etapas \| Classificação por etapas \| Classificação por etapas \| \| Ciclista \| Ciclista \| Equipe \| Tempo \| \| \| ------------------------ \| ------------------------ \| --------------------------------- \| ------------------------ \| ------------------------ \| \| 1. \| Weimar Roldán \| Medellín \| 2h47m09s \| \| \| 2. \| Julián Molano \| Coldeportes-Zenú \| + 0s \| \| \| 3. \| Jairo Salas \| EPM \| + 0s \| \| \| 4. \| Óscar Pachón \| Fundación Depormundo \| + 0s \| \| \| 5. \| Diego Ochoa \| EBSA Empresa de Energía Boyacá \| + 0s \| \| \| 6. \| Carlos Ramírez \| EPM \| + 0s \| \| \| 7. \| Róbigzon Oyola \| Medellín \| + 0s \| \| \| 8. \| Carlos Alzate \| GW Shimano \| + 0s \| \| \| 9. \| Mauricio Orozco \| Fuerzas Armadas-Ejército Nacional \| + 0s \| \| \| 10. \| Frank Osorio \| Coldeportes Bicicletas Strongman \| + 0s \| \| |                 |                                   |          |
| |                 |                                   |          |
| |                 |                                   |          |
| Classificação por etapas |                 |                                   |          |
| Ciclista | Ciclista        | Equipe                            | Tempo    |
| 1. | Weimar Roldán   | Medellín                          | 2h47m09s |
| 2. | Julián Molano   | Coldeportes-Zenú                  | + 0s     |
| 3. | Jairo Salas     | EPM                               | + 0s     |
| 4. | Óscar Pachón    | Fundación Depormundo              | + 0s     |
| 5. | Diego Ochoa     | EBSA Empresa de Energía Boyacá    | + 0s     |
| 6. | Carlos Ramírez  | EPM                               | + 0s     |
| 7. | Róbigzon Oyola  | Medellín                          | + 0s     |
| 8. | Carlos Alzate   | GW Shimano                        | + 0s     |
| 9. | Mauricio Orozco | Fuerzas Armadas-Ejército Nacional | + 0s     |
| 10. | Frank Osorio    | Coldeportes Bicicletas Strongman  | + 0s     |

| \| Classificação geral \| Classificação geral \| Classificação geral \| Classificação geral \| Classificação geral \| \| Ciclista \| Ciclista \| Equipe \| Tempo \| \| \| ------------------- \| ------------------- \| ---------------------------------- \| ------------------- \| ------------------- \| \| 1. \| Róbigzon Oyola \| Medellín \| 13h41m43s \| \| \| 2. \| Óscar Sevilla \| Medellín \| + 18s \| \| \| 3. \| Frank Osorio \| Coldeportes Bicicletas Strongman \| + 21s \| \| \| 4. \| José Tito Hernández \| Orgullo Paisa \| + 25s \| \| \| 5. \| Brayan Sánchez \| Orgullo Paisa \| + 30s \| \| \| 6. \| Jonathan Cañaveral \| Coldeportes Bicicletas Strongman \| + 32s \| \| \| 7. \| Miguel Ángel Reyes \| EPM \| + 33s \| \| \| 8. \| Fabio Duarte \| Medellín \| + 33s \| \| \| 9. \| Sebastián Caro \| Néctar-Gobernación de Cundinamarca \| + 34s \| \| \| 10. \| Juan Pablo Suárez \| GW Shimano \| + 35s \| \| |                     |                                    |           |
| |                     |                                    |           |
| |                     |                                    |           |
| Classificação geral |                     |                                    |           |
| Ciclista | Ciclista            | Equipe                             | Tempo     |
| 1. | Róbigzon Oyola      | Medellín                           | 13h41m43s |
| 2. | Óscar Sevilla       | Medellín                           | + 18s     |
| 3. | Frank Osorio        | Coldeportes Bicicletas Strongman   | + 21s     |
| 4. | José Tito Hernández | Orgullo Paisa                      | + 25s     |
| 5. | Brayan Sánchez      | Orgullo Paisa                      | + 30s     |
| 6. | Jonathan Cañaveral  | Coldeportes Bicicletas Strongman   | + 32s     |
| 7. | Miguel Ángel Reyes  | EPM                                | + 33s     |
| 8. | Fabio Duarte        | Medellín                           | + 33s     |
| 9. | Sebastián Caro      | Néctar-Gobernación de Cundinamarca | + 34s     |
| 10. | Juan Pablo Suárez   | GW Shimano                         | + 35s     |

### 5.ª etapa
| Barrancabermeja - Puerto Boyacá | etapa plana | (221,1 km) |

| \| Classificação por etapas \| Classificação por etapas \| Classificação por etapas \| Classificação por etapas \| Classificação por etapas \| \| Ciclista \| Ciclista \| Equipe \| Tempo \| \| \| ------------------------ \| ------------------------ \| ---------------------------------- \| ------------------------ \| ------------------------ \| \| 1. \| Carlos Alzate \| GW Shimano \| 5h14m44s \| \| \| 2. \| Luis Carlos Chia \| Néctar-Gobernación de Cundinamarca \| + 0s \| \| \| 3. \| Weimar Roldán \| Medellín \| + 0s \| \| \| 4. \| Jairo Salas \| EPM \| + 0s \| \| \| 5. \| Julián Molano \| Coldeportes-Zenú \| + 0s \| \| \| 6. \| Bryan Gomez \| Manzana Postobón \| + 0s \| \| \| 7. \| William Muñoz \| Coldeportes Bicicletas Strongman \| + 0s \| \| \| 8. \| Steven Cuesta \| Néctar-Gobernación de Cundinamarca \| + 0s \| \| \| 9. \| Mauricio Orozco \| Fuerzas Armadas-Ejército Nacional \| + 0s \| \| \| 10. \| Óscar Pachón \| Fundación Depormundo \| + 0s \| \| |                  |                                    |          |
| |                  |                                    |          |
| |                  |                                    |          |
| Classificação por etapas |                  |                                    |          |
| Ciclista | Ciclista         | Equipe                             | Tempo    |
| 1. | Carlos Alzate    | GW Shimano                         | 5h14m44s |
| 2. | Luis Carlos Chia | Néctar-Gobernación de Cundinamarca | + 0s     |
| 3. | Weimar Roldán    | Medellín                           | + 0s     |
| 4. | Jairo Salas      | EPM                                | + 0s     |
| 5. | Julián Molano    | Coldeportes-Zenú                   | + 0s     |
| 6. | Bryan Gomez      | Manzana Postobón                   | + 0s     |
| 7. | William Muñoz    | Coldeportes Bicicletas Strongman   | + 0s     |
| 8. | Steven Cuesta    | Néctar-Gobernación de Cundinamarca | + 0s     |
| 9. | Mauricio Orozco  | Fuerzas Armadas-Ejército Nacional  | + 0s     |
| 10. | Óscar Pachón     | Fundación Depormundo               | + 0s     |

| \| Classificação geral \| Classificação geral \| Classificação geral \| Classificação geral \| Classificação geral \| \| Ciclista \| Ciclista \| Equipe \| Tempo \| \| \| ------------------- \| ------------------- \| ---------------------------------- \| ------------------- \| ------------------- \| \| 1. \| Róbigzon Oyola \| Medellín \| 18h56m27s \| \| \| 2. \| Óscar Sevilla \| Medellín \| + 18s \| \| \| 3. \| Frank Osorio \| Coldeportes Bicicletas Strongman \| + 21s \| \| \| 4. \| José Tito Hernández \| Orgullo Paisa \| + 25s \| \| \| 5. \| Brayan Sánchez \| Orgullo Paisa \| + 30s \| \| \| 6. \| Jonathan Cañaveral \| Coldeportes Bicicletas Strongman \| + 32s \| \| \| 7. \| Miguel Ángel Reyes \| EPM \| + 33s \| \| \| 8. \| Fabio Duarte \| Medellín \| + 33s \| \| \| 9. \| Sebastián Caro \| Néctar-Gobernación de Cundinamarca \| + 34s \| \| \| 10. \| Juan Pablo Suárez \| GW Shimano \| + 35s \| \| |                     |                                    |           |
| |                     |                                    |           |
| |                     |                                    |           |
| Classificação geral |                     |                                    |           |
| Ciclista | Ciclista            | Equipe                             | Tempo     |
| 1. | Róbigzon Oyola      | Medellín                           | 18h56m27s |
| 2. | Óscar Sevilla       | Medellín                           | + 18s     |
| 3. | Frank Osorio        | Coldeportes Bicicletas Strongman   | + 21s     |
| 4. | José Tito Hernández | Orgullo Paisa                      | + 25s     |
| 5. | Brayan Sánchez      | Orgullo Paisa                      | + 30s     |
| 6. | Jonathan Cañaveral  | Coldeportes Bicicletas Strongman   | + 32s     |
| 7. | Miguel Ángel Reyes  | EPM                                | + 33s     |
| 8. | Fabio Duarte        | Medellín                           | + 33s     |
| 9. | Sebastián Caro      | Néctar-Gobernación de Cundinamarca | + 34s     |
| 10. | Juan Pablo Suárez   | GW Shimano                         | + 35s     |

### 6.ª etapa
| Puerto Boyacá - Rionegro | alta montanha | (178,5 km) |

| \| Classificação por etapas \| Classificação por etapas \| Classificação por etapas \| Classificação por etapas \| Classificação por etapas \| \| Ciclista \| Ciclista \| Equipe \| Tempo \| \| \| ------------------------ \| ------------------------ \| ---------------------------------- \| ------------------------ \| ------------------------ \| \| 1. \| Omar Mendoza \| Coldeportes Bicicletas Strongman \| 4h49m40s \| \| \| 2. \| Walter Pedraza \| GW Shimano \| + 0s \| \| \| 3. \| Álvaro Duarte Sandoval \| Néctar-Gobernación de Cundinamarca \| + 3s \| \| \| 4. \| Heiner Parra \| GW Shimano \| + 3s \| \| \| 5. \| José Tito Hernández \| Orgullo Paisa \| + 3s \| \| \| 6. \| Wilmar Castro \| Fundación Depormundo \| + 3s \| \| \| 7. \| Carlos Andrés Parra \| \| + 3s \| \| \| 8. \| Edward Beltrán \| Medellín \| + 3s \| \| \| 9. \| Kevin Cano \| Orgullo Paisa \| + 3s \| \| \| 10. \| Óscar Pachón \| Fundación Depormundo \| + 1m29s \| \| |                        |                                    |          |
| |                        |                                    |          |
| |                        |                                    |          |
| Classificação por etapas |                        |                                    |          |
| Ciclista | Ciclista               | Equipe                             | Tempo    |
| 1. | Omar Mendoza           | Coldeportes Bicicletas Strongman   | 4h49m40s |
| 2. | Walter Pedraza         | GW Shimano                         | + 0s     |
| 3. | Álvaro Duarte Sandoval | Néctar-Gobernación de Cundinamarca | + 3s     |
| 4. | Heiner Parra           | GW Shimano                         | + 3s     |
| 5. | José Tito Hernández    | Orgullo Paisa                      | + 3s     |
| 6. | Wilmar Castro          | Fundación Depormundo               | + 3s     |
| 7. | Carlos Andrés Parra    |                                    | + 3s     |
| 8. | Edward Beltrán         | Medellín                           | + 3s     |
| 9. | Kevin Cano             | Orgullo Paisa                      | + 3s     |
| 10. | Óscar Pachón           | Fundación Depormundo               | + 1m29s  |

| \| Classificação geral \| Classificação geral \| Classificação geral \| Classificação geral \| Classificação geral \| \| Ciclista \| Ciclista \| Equipe \| Tempo \| \| \| ------------------- \| ---------------------- \| ---------------------------------- \| ------------------- \| ------------------- \| \| 1. \| José Tito Hernández \| Orgullo Paisa \| 23h46m34s \| \| \| 2. \| Omar Mendoza \| Coldeportes Bicicletas Strongman \| + 24s \| \| \| 3. \| Álvaro Duarte Sandoval \| Néctar-Gobernación de Cundinamarca \| + 37s \| \| \| 4. \| Heiner Parra \| GW Shimano \| + 39s \| \| \| 5. \| Walter Pedraza \| GW Shimano \| + 40s \| \| \| 6. \| Edward Beltrán \| Medellín \| + 50s \| \| \| 7. \| Róbigzon Oyola \| Medellín \| + 1m02s \| \| \| 8. \| Kevin Cano \| Orgullo Paisa \| + 1m03s \| \| \| 9. \| Óscar Sevilla \| Medellín \| + 1m20s \| \| \| 10. \| Frank Osorio \| Coldeportes Bicicletas Strongman \| + 1m23s \| \| |                        |                                    |           |
| |                        |                                    |           |
| |                        |                                    |           |
| Classificação geral |                        |                                    |           |
| Ciclista | Ciclista               | Equipe                             | Tempo     |
| 1. | José Tito Hernández    | Orgullo Paisa                      | 23h46m34s |
| 2. | Omar Mendoza           | Coldeportes Bicicletas Strongman   | + 24s     |
| 3. | Álvaro Duarte Sandoval | Néctar-Gobernación de Cundinamarca | + 37s     |
| 4. | Heiner Parra           | GW Shimano                         | + 39s     |
| 5. | Walter Pedraza         | GW Shimano                         | + 40s     |
| 6. | Edward Beltrán         | Medellín                           | + 50s     |
| 7. | Róbigzon Oyola         | Medellín                           | + 1m02s   |
| 8. | Kevin Cano             | Orgullo Paisa                      | + 1m03s   |
| 9. | Óscar Sevilla          | Medellín                           | + 1m20s   |
| 10. | Frank Osorio           | Coldeportes Bicicletas Strongman   | + 1m23s   |

### 7.ª etapa
| Medellín - Medellín | etapa plana | (100 km) |

| \| Classificação por etapas \| Classificação por etapas \| Classificação por etapas \| Classificação por etapas \| Classificação por etapas \| \| Ciclista \| Ciclista \| Equipe \| Tempo \| \| \| ------------------------ \| -------------------------- \| ---------------------------------- \| ------------------------ \| ------------------------ \| \| 1. \| Weimar Roldán \| Medellín \| 2h02m11s \| \| \| 2. \| Óscar Pachón \| Fundación Depormundo \| + 0s \| \| \| 3. \| Julián Molano \| Coldeportes-Zenú \| + 0s \| \| \| 4. \| Bryan Gomez \| Manzana Postobón \| + 0s \| \| \| 5. \| Luis Carlos Chia \| Néctar-Gobernación de Cundinamarca \| + 0s \| \| \| 6. \| Róbigzon Oyola \| Medellín \| + 0s \| \| \| 7. \| William Muñoz \| Coldeportes Bicicletas Strongman \| + 0s \| \| \| 8. \| Luis Hernán Quiceno Garcés \| Fuerzas Armadas-Ejército Nacional \| + 0s \| \| \| 9. \| Juan Tito Rendón \| Coldeportes-Zenú \| + 0s \| \| \| 10. \| Janier Acevedo \| EPM \| + 0s \| \| |                            |                                    |          |
| |                            |                                    |          |
| |                            |                                    |          |
| Classificação por etapas |                            |                                    |          |
| Ciclista | Ciclista                   | Equipe                             | Tempo    |
| 1. | Weimar Roldán              | Medellín                           | 2h02m11s |
| 2. | Óscar Pachón               | Fundación Depormundo               | + 0s     |
| 3. | Julián Molano              | Coldeportes-Zenú                   | + 0s     |
| 4. | Bryan Gomez                | Manzana Postobón                   | + 0s     |
| 5. | Luis Carlos Chia           | Néctar-Gobernación de Cundinamarca | + 0s     |
| 6. | Róbigzon Oyola             | Medellín                           | + 0s     |
| 7. | William Muñoz              | Coldeportes Bicicletas Strongman   | + 0s     |
| 8. | Luis Hernán Quiceno Garcés | Fuerzas Armadas-Ejército Nacional  | + 0s     |
| 9. | Juan Tito Rendón           | Coldeportes-Zenú                   | + 0s     |
| 10. | Janier Acevedo             | EPM                                | + 0s     |

| \| Classificação geral \| Classificação geral \| Classificação geral \| Classificação geral \| Classificação geral \| \| Ciclista \| Ciclista \| Equipe \| Tempo \| \| \| ------------------- \| ---------------------- \| ---------------------------------- \| ------------------- \| ------------------- \| \| 1. \| José Tito Hernández \| Orgullo Paisa \| 25h48m45s \| \| \| 2. \| Omar Mendoza \| Coldeportes Bicicletas Strongman \| + 24s \| \| \| 3. \| Álvaro Duarte Sandoval \| Néctar-Gobernación de Cundinamarca \| + 37s \| \| \| 4. \| Heiner Parra \| GW Shimano \| + 39s \| \| \| 5. \| Walter Pedraza \| GW Shimano \| + 40s \| \| \| 6. \| Edward Beltrán \| Medellín \| + 50s \| \| \| 7. \| Róbigzon Oyola \| Medellín \| + 1m02s \| \| \| 8. \| Kevin Cano \| Orgullo Paisa \| + 1m03s \| \| \| 9. \| Óscar Sevilla \| Medellín \| + 1m20s \| \| \| 10. \| Frank Osorio \| Coldeportes Bicicletas Strongman \| + 1m23s \| \| |                        |                                    |           |
| |                        |                                    |           |
| |                        |                                    |           |
| Classificação geral |                        |                                    |           |
| Ciclista | Ciclista               | Equipe                             | Tempo     |
| 1. | José Tito Hernández    | Orgullo Paisa                      | 25h48m45s |
| 2. | Omar Mendoza           | Coldeportes Bicicletas Strongman   | + 24s     |
| 3. | Álvaro Duarte Sandoval | Néctar-Gobernación de Cundinamarca | + 37s     |
| 4. | Heiner Parra           | GW Shimano                         | + 39s     |
| 5. | Walter Pedraza         | GW Shimano                         | + 40s     |
| 6. | Edward Beltrán         | Medellín                           | + 50s     |
| 7. | Róbigzon Oyola         | Medellín                           | + 1m02s   |
| 8. | Kevin Cano             | Orgullo Paisa                      | + 1m03s   |
| 9. | Óscar Sevilla          | Medellín                           | + 1m20s   |
| 10. | Frank Osorio           | Coldeportes Bicicletas Strongman   | + 1m23s   |

### 8.ª etapa
Devido aos deslizamentos de terra que afectaram a via pela variante La Romelia - El Pollo em Pereira e por solicitação das autoridades locais para que as 8.ª e 9.ª etapas não passem por Pereira, a Federação Colombiana de Ciclismo decidiu mudar a 8.ª que inicialmente partia de Manizales e terminava em Pereira sobre uma distância de 180,1 km, por um circuito urbano na cidade de Manizales de 106 km.
| Manizales - Manizales | etapa plana | (106 km) |

| \| Classificação por etapas \| Classificação por etapas \| Classificação por etapas \| Classificação por etapas \| Classificação por etapas \| \| Ciclista \| Ciclista \| Equipe \| Tempo \| \| \| ------------------------ \| ------------------------ \| ---------------------------------- \| ------------------------ \| ------------------------ \| \| 1. \| Bryan Gomez \| Manzana Postobón \| 2h40m48s \| \| \| 2. \| Juan Pablo Suárez \| GW Shimano \| + 0s \| \| \| 3. \| Óscar Sevilla \| Medellín \| + 0s \| \| \| 4. \| Óscar Pachón \| Fundación Depormundo \| + 0s \| \| \| 5. \| Jonathan Cañaveral \| Coldeportes Bicicletas Strongman \| + 0s \| \| \| 6. \| Fabio Duarte \| Medellín \| + 0s \| \| \| 7. \| Miguel Ángel Rubiano \| Coldeportes-Zenú \| + 7s \| \| \| 8. \| Álvaro Duarte Sandoval \| Néctar-Gobernación de Cundinamarca \| + 7s \| \| \| 9. \| Brandon Rivera \| GW Shimano \| + 7s \| \| \| 10. \| Diego Ochoa \| EBSA Empresa de Energía Boyacá \| + 7s \| \| |                        |                                    |          |
| |                        |                                    |          |
| |                        |                                    |          |
| Classificação por etapas |                        |                                    |          |
| Ciclista | Ciclista               | Equipe                             | Tempo    |
| 1. | Bryan Gomez            | Manzana Postobón                   | 2h40m48s |
| 2. | Juan Pablo Suárez      | GW Shimano                         | + 0s     |
| 3. | Óscar Sevilla          | Medellín                           | + 0s     |
| 4. | Óscar Pachón           | Fundación Depormundo               | + 0s     |
| 5. | Jonathan Cañaveral     | Coldeportes Bicicletas Strongman   | + 0s     |
| 6. | Fabio Duarte           | Medellín                           | + 0s     |
| 7. | Miguel Ángel Rubiano   | Coldeportes-Zenú                   | + 7s     |
| 8. | Álvaro Duarte Sandoval | Néctar-Gobernación de Cundinamarca | + 7s     |
| 9. | Brandon Rivera         | GW Shimano                         | + 7s     |
| 10. | Diego Ochoa            | EBSA Empresa de Energía Boyacá     | + 7s     |

| \| Classificação geral \| Classificação geral \| Classificação geral \| Classificação geral \| Classificação geral \| \| Ciclista \| Ciclista \| Equipe \| Tempo \| \| \| ------------------- \| ---------------------- \| ---------------------------------- \| ------------------- \| ------------------- \| \| 1. \| José Tito Hernández \| Orgullo Paisa \| 28h29m40s \| \| \| 2. \| Omar Mendoza \| Coldeportes Bicicletas Strongman \| + 24s \| \| \| 3. \| Álvaro Duarte Sandoval \| Néctar-Gobernación de Cundinamarca \| + 37s \| \| \| 4. \| Heiner Parra \| GW Shimano \| + 39s \| \| \| 5. \| Walter Pedraza \| GW Shimano \| + 40s \| \| \| 6. \| Edward Beltrán \| Medellín \| + 50s \| \| \| 7. \| Róbigzon Oyola \| Medellín \| + 1m02s \| \| \| 8. \| Kevin Cano \| Orgullo Paisa \| + 1m03s \| \| \| 9. \| Óscar Sevilla \| Medellín \| + 1m09s \| \| \| 10. \| Frank Osorio \| Coldeportes Bicicletas Strongman \| + 1m23s \| \| |                        |                                    |           |
| |                        |                                    |           |
| |                        |                                    |           |
| Classificação geral |                        |                                    |           |
| Ciclista | Ciclista               | Equipe                             | Tempo     |
| 1. | José Tito Hernández    | Orgullo Paisa                      | 28h29m40s |
| 2. | Omar Mendoza           | Coldeportes Bicicletas Strongman   | + 24s     |
| 3. | Álvaro Duarte Sandoval | Néctar-Gobernación de Cundinamarca | + 37s     |
| 4. | Heiner Parra           | GW Shimano                         | + 39s     |
| 5. | Walter Pedraza         | GW Shimano                         | + 40s     |
| 6. | Edward Beltrán         | Medellín                           | + 50s     |
| 7. | Róbigzon Oyola         | Medellín                           | + 1m02s   |
| 8. | Kevin Cano             | Orgullo Paisa                      | + 1m03s   |
| 9. | Óscar Sevilla          | Medellín                           | + 1m09s   |
| 10. | Frank Osorio           | Coldeportes Bicicletas Strongman   | + 1m23s   |

### 9.ª etapa
Devido aos deslizamentos de terra que afectaram a via pela variante La Romelia - El pollo em Pereira e por solicitação das autoridades locais para que as 8.ª e 9.ª etapas não passem por Pereira, a Federação Colombiana de Ciclismo decidiu mudar o início da 9.ª que tinha previsto partir desde Pereira até Alto da Linha sobre uma distância de 163,5 km para que inicie desde o município de Cartago. A distância da etapa com o novo ponto de partida foi de 137 km.
| Cartago (Colômbia) - Alto de La Línea | alta montanha | (137 km) |

| \| Classificação por etapas \| Classificação por etapas \| Classificação por etapas \| Classificação por etapas \| Classificação por etapas \| \| Ciclista \| Ciclista \| Equipe \| Tempo \| \| \| ------------------------ \| ------------------------- \| ---------------------------------- \| ------------------------ \| ------------------------ \| \| 1. \| Heiner Parra \| GW Shimano \| 3h47m40s \| \| \| 2. \| Danny Osorio \| Orgullo Paisa \| + 0s \| \| \| 3. \| Álvaro Duarte Sandoval \| Néctar-Gobernación de Cundinamarca \| + 0s \| \| \| 4. \| Jahir Pérez \| Néctar-Gobernación de Cundinamarca \| + 6s \| \| \| 5. \| Fabio Duarte \| Medellín \| + 10s \| \| \| 6. \| Alexis Camacho \| Coldeportes-Zenú \| + 10s \| \| \| 7. \| Salvador Moreno Hernández \| Supergiros-Alcaldía de Manizales \| + 19s \| \| \| 8. \| Freddy Montaña \| EPM \| + 1m40s \| \| \| 9. \| José Tito Hernández \| Orgullo Paisa \| + 2m32s \| \| \| 10. \| Marco Suesca \| Boyacá es Para Vivirla \| + 2m32s \| \| |                           |                                    |          |
| |                           |                                    |          |
| |                           |                                    |          |
| Classificação por etapas |                           |                                    |          |
| Ciclista | Ciclista                  | Equipe                             | Tempo    |
| 1. | Heiner Parra              | GW Shimano                         | 3h47m40s |
| 2. | Danny Osorio              | Orgullo Paisa                      | + 0s     |
| 3. | Álvaro Duarte Sandoval    | Néctar-Gobernación de Cundinamarca | + 0s     |
| 4. | Jahir Pérez               | Néctar-Gobernación de Cundinamarca | + 6s     |
| 5. | Fabio Duarte              | Medellín                           | + 10s    |
| 6. | Alexis Camacho            | Coldeportes-Zenú                   | + 10s    |
| 7. | Salvador Moreno Hernández | Supergiros-Alcaldía de Manizales   | + 19s    |
| 8. | Freddy Montaña            | EPM                                | + 1m40s  |
| 9. | José Tito Hernández       | Orgullo Paisa                      | + 2m32s  |
| 10. | Marco Suesca              | Boyacá es Para Vivirla             | + 2m32s  |

| \| Classificação geral \| Classificação geral \| Classificação geral \| Classificação geral \| Classificação geral \| \| Ciclista \| Ciclista \| Equipe \| Tempo \| \| \| ------------------- \| ------------------------- \| ---------------------------------- \| ------------------- \| ------------------- \| \| 1. \| Heiner Parra \| GW Shimano \| 32h17m49s \| \| \| 2. \| Álvaro Duarte Sandoval \| Néctar-Gobernación de Cundinamarca \| + 4s \| \| \| 3. \| Fabio Duarte \| Medellín \| + 1m09s \| \| \| 4. \| Danny Osorio \| Orgullo Paisa \| + 1m17s \| \| \| 5. \| Alexis Camacho \| Coldeportes-Zenú \| + 1m37s \| \| \| 6. \| Jahir Pérez \| Néctar-Gobernación de Cundinamarca \| + 2m00s \| \| \| 7. \| José Tito Hernández \| Orgullo Paisa \| + 2m03s \| \| \| 8. \| Salvador Moreno Hernández \| Supergiros-Alcaldía de Manizales \| + 2m06s \| \| \| 9. \| Óscar Sevilla \| Medellín \| + 3m54s \| \| \| 10. \| Marco Suesca \| Boyacá es Para Vivirla \| + 4m28s \| \| |                           |                                    |           |
| |                           |                                    |           |
| |                           |                                    |           |
| Classificação geral |                           |                                    |           |
| Ciclista | Ciclista                  | Equipe                             | Tempo     |
| 1. | Heiner Parra              | GW Shimano                         | 32h17m49s |
| 2. | Álvaro Duarte Sandoval    | Néctar-Gobernación de Cundinamarca | + 4s      |
| 3. | Fabio Duarte              | Medellín                           | + 1m09s   |
| 4. | Danny Osorio              | Orgullo Paisa                      | + 1m17s   |
| 5. | Alexis Camacho            | Coldeportes-Zenú                   | + 1m37s   |
| 6. | Jahir Pérez               | Néctar-Gobernación de Cundinamarca | + 2m00s   |
| 7. | José Tito Hernández       | Orgullo Paisa                      | + 2m03s   |
| 8. | Salvador Moreno Hernández | Supergiros-Alcaldía de Manizales   | + 2m06s   |
| 9. | Óscar Sevilla             | Medellín                           | + 3m54s   |
| 10. | Marco Suesca              | Boyacá es Para Vivirla             | + 4m28s   |

### 10.ª etapa
| Ibagué - Albán | alta montanha | (210,7 km) |

| \| Classificação por etapas \| Classificação por etapas \| Classificação por etapas \| Classificação por etapas \| Classificação por etapas \| \| Ciclista \| Ciclista \| Equipe \| Tempo \| \| \| ------------------------ \| ------------------------- \| ---------------------------------- \| ------------------------ \| ------------------------ \| \| 1. \| Óscar Sevilla \| Medellín \| 5h24m51s \| \| \| 2. \| Fabio Duarte \| Medellín \| + 0s \| \| \| 3. \| Frank Osorio \| Coldeportes Bicicletas Strongman \| + 54s \| \| \| 4. \| Salvador Moreno Hernández \| Supergiros-Alcaldía de Manizales \| + 1m04s \| \| \| 5. \| Jahir Pérez \| Néctar-Gobernación de Cundinamarca \| + 1m09s \| \| \| 6. \| Alexis Camacho \| Coldeportes-Zenú \| + 1m39s \| \| \| 7. \| Harold Tejada \| Medellín \| + 1m39s \| \| \| 8. \| José Tito Hernández \| Orgullo Paisa \| + 1m39s \| \| \| 9. \| Jonathan Cañaveral \| Coldeportes Bicicletas Strongman \| + 2m29s \| \| \| 10. \| Omar Mendoza \| Coldeportes Bicicletas Strongman \| + 3m22s \| \| |                           |                                    |          |
| |                           |                                    |          |
| |                           |                                    |          |
| Classificação por etapas |                           |                                    |          |
| Ciclista | Ciclista                  | Equipe                             | Tempo    |
| 1. | Óscar Sevilla             | Medellín                           | 5h24m51s |
| 2. | Fabio Duarte              | Medellín                           | + 0s     |
| 3. | Frank Osorio              | Coldeportes Bicicletas Strongman   | + 54s    |
| 4. | Salvador Moreno Hernández | Supergiros-Alcaldía de Manizales   | + 1m04s  |
| 5. | Jahir Pérez               | Néctar-Gobernación de Cundinamarca | + 1m09s  |
| 6. | Alexis Camacho            | Coldeportes-Zenú                   | + 1m39s  |
| 7. | Harold Tejada             | Medellín                           | + 1m39s  |
| 8. | José Tito Hernández       | Orgullo Paisa                      | + 1m39s  |
| 9. | Jonathan Cañaveral        | Coldeportes Bicicletas Strongman   | + 2m29s  |
| 10. | Omar Mendoza              | Coldeportes Bicicletas Strongman   | + 3m22s  |

| \| Classificação geral \| Classificação geral \| Classificação geral \| Classificação geral \| Classificação geral \| \| Ciclista \| Ciclista \| Equipe \| Tempo \| \| \| ------------------- \| ------------------------- \| ---------------------------------- \| ------------------- \| ------------------- \| \| 1. \| Fabio Duarte \| Medellín \| 37h43m43s \| \| \| 2. \| Jahir Pérez \| Néctar-Gobernación de Cundinamarca \| + 2m06s \| \| \| 3. \| Salvador Moreno Hernández \| Supergiros-Alcaldía de Manizales \| + 2m07s \| \| \| 4. \| Alexis Camacho \| Coldeportes-Zenú \| + 2m13s \| \| \| 5. \| José Tito Hernández \| Orgullo Paisa \| + 2m39s \| \| \| 6. \| Óscar Sevilla \| Medellín \| + 2m41s \| \| \| 7. \| Álvaro Duarte Sandoval \| Néctar-Gobernación de Cundinamarca \| + 3m16s \| \| \| 8. \| Heiner Parra \| GW Shimano \| + 7m26s \| \| \| 9. \| Danny Osorio \| Orgullo Paisa \| + 7m32s \| \| \| 10. \| Róbigzon Oyola \| Medellín \| + 7m40s \| \| |                           |                                    |           |
| |                           |                                    |           |
| |                           |                                    |           |
| Classificação geral |                           |                                    |           |
| Ciclista | Ciclista                  | Equipe                             | Tempo     |
| 1. | Fabio Duarte              | Medellín                           | 37h43m43s |
| 2. | Jahir Pérez               | Néctar-Gobernación de Cundinamarca | + 2m06s   |
| 3. | Salvador Moreno Hernández | Supergiros-Alcaldía de Manizales   | + 2m07s   |
| 4. | Alexis Camacho            | Coldeportes-Zenú                   | + 2m13s   |
| 5. | José Tito Hernández       | Orgullo Paisa                      | + 2m39s   |
| 6. | Óscar Sevilla             | Medellín                           | + 2m41s   |
| 7. | Álvaro Duarte Sandoval    | Néctar-Gobernación de Cundinamarca | + 3m16s   |
| 8. | Heiner Parra              | GW Shimano                         | + 7m26s   |
| 9. | Danny Osorio              | Orgullo Paisa                      | + 7m32s   |
| 10. | Róbigzon Oyola            | Medellín                           | + 7m40s   |

### 11.ª etapa
| Tocancipá - Sachica | etapa escarpada | (149,5 km) |

| \| Classificação por etapas \| Classificação por etapas \| Classificação por etapas \| Classificação por etapas \| Classificação por etapas \| \| Ciclista \| Ciclista \| Equipe \| Tempo \| \| \| ------------------------ \| ------------------------ \| -------------------------------- \| ------------------------ \| ------------------------ \| \| 1. \| Óscar Quiroz \| Coldeportes Bicicletas Strongman \| 3h34m50s \| \| \| 2. \| Brayan Sánchez \| Orgullo Paisa \| + 9s \| \| \| 3. \| Diego Ochoa \| EBSA Empresa de Energía Boyacá \| + 9s \| \| \| 4. \| Germán Chávez \| Coldeportes-Zenú \| + 9s \| \| \| 5. \| Yeison Andrés Chaparro \| Boyacá es Para Vivirla \| + 11s \| \| \| 6. \| Cayetano Sarmiento \| EPM \| + 20s \| \| \| 7. \| Carlos Andrés Parra \| \| + 36s \| \| \| 8. \| Juan Diego Hoyos \| Supergiros-Alcaldía de Manizales \| + 46s \| \| \| 9. \| Cristian Tobar \| Sundark Arawak \| + 56s \| \| \| 10. \| Andrés Camilo Pedroza \| Coldeportes Bicicletas Strongman \| + 2m51s \| \| |                        |                                  |          |
| |                        |                                  |          |
| |                        |                                  |          |
| Classificação por etapas |                        |                                  |          |
| Ciclista | Ciclista               | Equipe                           | Tempo    |
| 1. | Óscar Quiroz           | Coldeportes Bicicletas Strongman | 3h34m50s |
| 2. | Brayan Sánchez         | Orgullo Paisa                    | + 9s     |
| 3. | Diego Ochoa            | EBSA Empresa de Energía Boyacá   | + 9s     |
| 4. | Germán Chávez          | Coldeportes-Zenú                 | + 9s     |
| 5. | Yeison Andrés Chaparro | Boyacá es Para Vivirla           | + 11s    |
| 6. | Cayetano Sarmiento     | EPM                              | + 20s    |
| 7. | Carlos Andrés Parra    |                                  | + 36s    |
| 8. | Juan Diego Hoyos       | Supergiros-Alcaldía de Manizales | + 46s    |
| 9. | Cristian Tobar         | Sundark Arawak                   | + 56s    |
| 10. | Andrés Camilo Pedroza  | Coldeportes Bicicletas Strongman | + 2m51s  |

| \| Classificação geral \| Classificação geral \| Classificação geral \| Classificação geral \| Classificação geral \| \| Ciclista \| Ciclista \| Equipe \| Tempo \| \| \| ------------------- \| ------------------------- \| ---------------------------------- \| ------------------- \| ------------------- \| \| 1. \| Fabio Duarte \| Medellín \| 41h24m35s \| \| \| 2. \| Jahir Pérez \| Néctar-Gobernación de Cundinamarca \| + 2m06s \| \| \| 3. \| Salvador Moreno Hernández \| Supergiros-Alcaldía de Manizales \| + 2m07s \| \| \| 4. \| Alexis Camacho \| Coldeportes-Zenú \| + 2m13s \| \| \| 5. \| José Tito Hernández \| Orgullo Paisa \| + 2m39s \| \| \| 6. \| Óscar Sevilla \| Medellín \| + 2m41s \| \| \| 7. \| Álvaro Duarte Sandoval \| Néctar-Gobernación de Cundinamarca \| + 3m16s \| \| \| 8. \| Heiner Parra \| GW Shimano \| + 7m26s \| \| \| 9. \| Danny Osorio \| Orgullo Paisa \| + 7m32s \| \| \| 10. \| Róbigzon Oyola \| Medellín \| + 7m40s \| \| |                           |                                    |           |
| |                           |                                    |           |
| |                           |                                    |           |
| Classificação geral |                           |                                    |           |
| Ciclista | Ciclista                  | Equipe                             | Tempo     |
| 1. | Fabio Duarte              | Medellín                           | 41h24m35s |
| 2. | Jahir Pérez               | Néctar-Gobernación de Cundinamarca | + 2m06s   |
| 3. | Salvador Moreno Hernández | Supergiros-Alcaldía de Manizales   | + 2m07s   |
| 4. | Alexis Camacho            | Coldeportes-Zenú                   | + 2m13s   |
| 5. | José Tito Hernández       | Orgullo Paisa                      | + 2m39s   |
| 6. | Óscar Sevilla             | Medellín                           | + 2m41s   |
| 7. | Álvaro Duarte Sandoval    | Néctar-Gobernación de Cundinamarca | + 3m16s   |
| 8. | Heiner Parra              | GW Shimano                         | + 7m26s   |
| 9. | Danny Osorio              | Orgullo Paisa                      | + 7m32s   |
| 10. | Róbigzon Oyola            | Medellín                           | + 7m40s   |

### 12.ª etapa
| Villa de Leyva - Socha | média montanha | (157,3 km) |

| \| Classificação por etapas \| Classificação por etapas \| Classificação por etapas \| Classificação por etapas \| Classificação por etapas \| \| Ciclista \| Ciclista \| Equipe \| Tempo \| \| \| ------------------------ \| ------------------------- \| ---------------------------------- \| ------------------------ \| ------------------------ \| \| 1. \| Brandon Rivera \| GW Shimano \| 4h08m23s \| \| \| 2. \| Fabio Duarte \| Medellín \| + 12s \| \| \| 3. \| Heiner Parra \| GW Shimano \| + 12s \| \| \| 4. \| Álvaro Duarte Sandoval \| Néctar-Gobernación de Cundinamarca \| + 12s \| \| \| 5. \| Óscar Rivera \| \| + 12s \| \| \| 6. \| Danny Osorio \| Orgullo Paisa \| + 12s \| \| \| 7. \| Salvador Moreno Hernández \| Supergiros-Alcaldía de Manizales \| + 12s \| \| \| 8. \| José Tito Hernández \| Orgullo Paisa \| + 12s \| \| \| 9. \| Freddy Montaña \| EPM \| + 12s \| \| \| 10. \| Juan Pablo Suárez \| GW Shimano \| + 29s \| \| |                           |                                    |          |
| |                           |                                    |          |
| |                           |                                    |          |
| Classificação por etapas |                           |                                    |          |
| Ciclista | Ciclista                  | Equipe                             | Tempo    |
| 1. | Brandon Rivera            | GW Shimano                         | 4h08m23s |
| 2. | Fabio Duarte              | Medellín                           | + 12s    |
| 3. | Heiner Parra              | GW Shimano                         | + 12s    |
| 4. | Álvaro Duarte Sandoval    | Néctar-Gobernación de Cundinamarca | + 12s    |
| 5. | Óscar Rivera              |                                    | + 12s    |
| 6. | Danny Osorio              | Orgullo Paisa                      | + 12s    |
| 7. | Salvador Moreno Hernández | Supergiros-Alcaldía de Manizales   | + 12s    |
| 8. | José Tito Hernández       | Orgullo Paisa                      | + 12s    |
| 9. | Freddy Montaña            | EPM                                | + 12s    |
| 10. | Juan Pablo Suárez         | GW Shimano                         | + 29s    |

| \| Classificação geral \| Classificação geral \| Classificação geral \| Classificação geral \| Classificação geral \| \| Ciclista \| Ciclista \| Equipe \| Tempo \| \| \| ------------------- \| ------------------------- \| ---------------------------------- \| ------------------- \| ------------------- \| \| 1. \| Fabio Duarte \| Medellín \| 45h33m04s \| \| \| 2. \| Salvador Moreno Hernández \| Supergiros-Alcaldía de Manizales \| + 2m13s \| \| \| 3. \| Alexis Camacho \| Coldeportes-Zenú \| + 2m41s \| \| \| 4. \| José Tito Hernández \| Orgullo Paisa \| + 2m45s \| \| \| 5. \| Óscar Sevilla \| Medellín \| + 3m09s \| \| \| 6. \| Álvaro Duarte Sandoval \| Néctar-Gobernación de Cundinamarca \| + 3m22s \| \| \| 7. \| Jahir Pérez \| Néctar-Gobernación de Cundinamarca \| + 3m23s \| \| \| 8. \| Heiner Parra \| GW Shimano \| + 7m28s \| \| \| 9. \| Danny Osorio \| Orgullo Paisa \| + 7m38s \| \| \| 10. \| Freddy Montaña \| EPM \| + 8m18s \| \| |                           |                                    |           |
| |                           |                                    |           |
| |                           |                                    |           |
| Classificação geral |                           |                                    |           |
| Ciclista | Ciclista                  | Equipe                             | Tempo     |
| 1. | Fabio Duarte              | Medellín                           | 45h33m04s |
| 2. | Salvador Moreno Hernández | Supergiros-Alcaldía de Manizales   | + 2m13s   |
| 3. | Alexis Camacho            | Coldeportes-Zenú                   | + 2m41s   |
| 4. | José Tito Hernández       | Orgullo Paisa                      | + 2m45s   |
| 5. | Óscar Sevilla             | Medellín                           | + 3m09s   |
| 6. | Álvaro Duarte Sandoval    | Néctar-Gobernación de Cundinamarca | + 3m22s   |
| 7. | Jahir Pérez               | Néctar-Gobernación de Cundinamarca | + 3m23s   |
| 8. | Heiner Parra              | GW Shimano                         | + 7m28s   |
| 9. | Danny Osorio              | Orgullo Paisa                      | + 7m38s   |
| 10. | Freddy Montaña            | EPM                                | + 8m18s   |

### 13.ª etapa
| Puente de Boyacá - Tunja | contrarrelógio individual | (22 km) |

| \| Classificação por etapas \| Classificação por etapas \| Classificação por etapas \| Classificação por etapas \| Classificação por etapas \| \| Ciclista \| Ciclista \| Equipe \| Tempo \| \| \| ------------------------ \| ------------------------- \| ---------------------------------- \| ------------------------ \| ------------------------ \| \| 1. \| Brayan Sánchez \| Orgullo Paisa \| 28m31s \| \| \| 2. \| Fabio Duarte \| Medellín \| + 10s \| \| \| 3. \| Óscar Sevilla \| Medellín \| + 12s \| \| \| 4. \| Diego Camargo \| Coldeportes-Zenú \| + 35s \| \| \| 5. \| José Tito Hernández \| Orgullo Paisa \| + 39s \| \| \| 6. \| Miguel Ángel Reyes \| EPM \| + 40s \| \| \| 7. \| Walter Vargas \| Medellín \| + 48s \| \| \| 8. \| Álvaro Duarte Sandoval \| Néctar-Gobernación de Cundinamarca \| + 51s \| \| \| 9. \| Rafael Pineda \| Boyacá es Para Vivirla \| + 52s \| \| \| 10. \| Salvador Moreno Hernández \| Supergiros-Alcaldía de Manizales \| + 53s \| \| |                           |                                    |        |
| |                           |                                    |        |
| |                           |                                    |        |
| Classificação por etapas |                           |                                    |        |
| Ciclista | Ciclista                  | Equipe                             | Tempo  |
| 1. | Brayan Sánchez            | Orgullo Paisa                      | 28m31s |
| 2. | Fabio Duarte              | Medellín                           | + 10s  |
| 3. | Óscar Sevilla             | Medellín                           | + 12s  |
| 4. | Diego Camargo             | Coldeportes-Zenú                   | + 35s  |
| 5. | José Tito Hernández       | Orgullo Paisa                      | + 39s  |
| 6. | Miguel Ángel Reyes        | EPM                                | + 40s  |
| 7. | Walter Vargas             | Medellín                           | + 48s  |
| 8. | Álvaro Duarte Sandoval    | Néctar-Gobernación de Cundinamarca | + 51s  |
| 9. | Rafael Pineda             | Boyacá es Para Vivirla             | + 52s  |
| 10. | Salvador Moreno Hernández | Supergiros-Alcaldía de Manizales   | + 53s  |

## Classificações finais
As classificações finalizaram da seguinte forma:

### Classificação geral
| \| Classificação geral \| Classificação geral \| Classificação geral \| Classificação geral \| Classificação geral \| \| Ciclista \| Ciclista \| Equipe \| Tempo \| \| \| ------------------- \| ------------------------- \| ---------------------------------- \| ------------------- \| ------------------- \| \| 1. \| Fabio Duarte \| Medellín \| 46h01m45s \| \| \| 2. \| Salvador Moreno Hernández \| Supergiros-Alcaldía de Manizales \| + 2m56s \| \| \| 3. \| Óscar Sevilla \| Medellín \| + 3m11s \| \| \| 4. \| José Tito Hernández \| Orgullo Paisa \| + 3m14s \| \| \| 5. \| Alexis Camacho \| Coldeportes-Zenú \| + 3m35s \| \| \| 6. \| Álvaro Duarte Sandoval \| Néctar-Gobernación de Cundinamarca \| + 4m03s \| \| \| 7. \| Jahir Pérez \| Néctar-Gobernación de Cundinamarca \| + 6m13s \| \| \| 8. \| Danny Osorio \| Orgullo Paisa \| + 8m32s \| \| \| 9. \| Freddy Montaña \| EPM \| + 9m11s \| \| \| 10. \| Heiner Parra \| GW Shimano \| + 9m35s \| \| |                           |                                    |           |
| |                           |                                    |           |
| |                           |                                    |           |
| Classificação geral |                           |                                    |           |
| Ciclista | Ciclista                  | Equipe                             | Tempo     |
| 1. | Fabio Duarte              | Medellín                           | 46h01m45s |
| 2. | Salvador Moreno Hernández | Supergiros-Alcaldía de Manizales   | + 2m56s   |
| 3. | Óscar Sevilla             | Medellín                           | + 3m11s   |
| 4. | José Tito Hernández       | Orgullo Paisa                      | + 3m14s   |
| 5. | Alexis Camacho            | Coldeportes-Zenú                   | + 3m35s   |
| 6. | Álvaro Duarte Sandoval    | Néctar-Gobernación de Cundinamarca | + 4m03s   |
| 7. | Jahir Pérez               | Néctar-Gobernación de Cundinamarca | + 6m13s   |
| 8. | Danny Osorio              | Orgullo Paisa                      | + 8m32s   |
| 9. | Freddy Montaña            | EPM                                | + 9m11s   |
| 10. | Heiner Parra              | GW Shimano                         | + 9m35s   |

### Classificação por pontos
| Classificação por pontos | Classificação por pontos | Classificação por pontos           | Classificação por pontos | Classificação por pontos |
| Ciclista                 | Ciclista                 | Equipe                             | Pontos                   |                          |
| ------------------------ | ------------------------ | ---------------------------------- | ------------------------ | ------------------------ |
| 1.                       | Weimar Roldán            | Medellín                           | 64 pts                   |                          |
| 2.                       | Fabio Duarte             | Medellín                           | 54 pts                   |                          |
| 3.                       | William Muñoz            | Coldeportes Bicicletas Strongman   | 51 pts                   |                          |
| 4.                       | Bryan Gomez              | Manzana Postobón                   | 46 pts                   |                          |
| 5.                       | Álvaro Duarte Sandoval   | Néctar-Gobernación de Cundinamarca | 45 pts                   |                          |
| 6.                       | Óscar Sevilla            | Medellín                           | 43 pts                   |                          |
| 7.                       | Julián Molano            | Coldeportes-Zenú                   | 42 pts                   |                          |
| 8.                       | José Tito Hernández      | Orgullo Paisa                      | 37 pts                   |                          |
| 9.                       | Heiner Parra             | GW Shimano                         | 33 pts                   |                          |
| 10.                      | Brayan Sánchez           | Orgullo Paisa                      | 32 pts                   |                          |

### Classificação da montanha
| Classificação da montanha | Classificação da montanha | Classificação da montanha          | Classificação da montanha | Classificação da montanha |
| Ciclista                  | Ciclista                  | Equipe                             | Pontos                    |                           |
| ------------------------- | ------------------------- | ---------------------------------- | ------------------------- | ------------------------- |
| 1.                        | Álvaro Duarte Sandoval    | Néctar-Gobernación de Cundinamarca | 42 pts                    |                           |
| 2.                        | Danny Osorio              | Orgullo Paisa                      | 33 pts                    |                           |
| 3.                        | Walter Pedraza            | GW Shimano                         | 31 pts                    |                           |
| 4.                        | Heiner Parra              | GW Shimano                         | 21 pts                    |                           |
| 5.                        | Fabio Duarte              | Medellín                           | 18 pts                    |                           |
| 6.                        | Kevin Cano                | Orgullo Paisa                      | 12 pts                    |                           |
| 7.                        | Diego Armando Soracá      | Boyacá es Para Vivirla             | 10 pts                    |                           |
| 8.                        | Ivan Darío Bothia         | Boyacá es Para Vivirla             | 10 pts                    |                           |
| 9.                        | Óscar Sevilla             | Medellín                           | 10 pts                    |                           |
| 10.                       | Aristóbulo Cala           | Coldeportes Bicicletas Strongman   | 10 pts                    |                           |

### Classificação sprint especial (metas volantes)
| Classificação por velocidade | Classificação por velocidade | Classificação por velocidade       | Classificação por velocidade | Classificação por velocidade |
| Ciclista                     | Ciclista                     | Equipe                             | Pontos                       |                              |
| ---------------------------- | ---------------------------- | ---------------------------------- | ---------------------------- | ---------------------------- |
| 1.                           | William Muñoz                | Coldeportes Bicicletas Strongman   | 26 pts                       |                              |
| 2.                           | Diego Armando Soracá         | Boyacá es Para Vivirla             | 21 pts                       |                              |
| 3.                           | Sebastián Caro               | Néctar-Gobernación de Cundinamarca | 12 pts                       |                              |
| 4.                           | Andrés Camilo Pedroza        | Coldeportes Bicicletas Strongman   | 12 pts                       |                              |
| 5.                           | Weimar Roldán                | Medellín                           | 10 pts                       |                              |
| 6.                           | Miguel Ángel Mogollón        | EBSA Empresa de Energía Boyacá     | 9 pts                        |                              |
| 7.                           | Jhon Anderson Rodríguez      | EPM                                | 8 pts                        |                              |
| 8.                           | Juan Diego Hoyos             | Supergiros-Alcaldía de Manizales   | 8 pts                        |                              |
| 9.                           | Carlos Andrés Parra          |                                    | 6 pts                        |                              |
| 10.                          | Óscar Quiroz                 | Coldeportes Bicicletas Strongman   | 6 pts                        |                              |

### Classificação sub-23
| Classificação U23 | Classificação U23     | Classificação U23              | Classificação U23 | Classificação U23 |
| Ciclista          | Ciclista              | Equipe                         | Tempo             |                   |
| ----------------- | --------------------- | ------------------------------ | ----------------- | ----------------- |
| 1.                | Jhojan García         | Medellín                       | 46h15m01s         |                   |
| 2.                | Rafael Pineda         | Boyacá es Para Vivirla         | + 29s             |                   |
| 3.                | Esneyder Báez         | EBSA Empresa de Energía Boyacá | + 6m24s           |                   |
| 4.                | Kevin Cano            | Orgullo Paisa                  | + 7m37s           |                   |
| 5.                | Harold Tejada         | Medellín                       | + 30m21s          |                   |
| 6.                | Santiago Ordóñez      | EPM                            | + 33m39s          |                   |
| 7.                | Diego Camargo         | Coldeportes-Zenú               | + 35m00s          |                   |
| 8.                | Miguel Ángel Mogollón | EBSA Empresa de Energía Boyacá | + 44m08s          |                   |
| 9.                | Julián Molano         | Coldeportes-Zenú               | + 1h06m42s        |                   |
| 10.               | Juan Diego Guerrero   | Sundark Arawak                 | + 1h09m44s        |                   |

### Classificação por equipas
| Classificação por equipes | Classificação por equipes               | Classificação por equipes | Classificação por equipes |
| Equipe                    | Equipe                                  | Tempo                     |                           |
| ------------------------- | --------------------------------------- | ------------------------- | ------------------------- |
| 1.                        | Medellín                                | 137h48m27s                |                           |
| 2.                        | Orgullo Paisa                           | + 4m53s                   |                           |
| 3.                        | Néctar-Gobernación de Cundinamarca      | + 11m48s                  |                           |
| 4.                        | Boyacá es Para Vivirla                  | + 15m09s                  |                           |
| 5.                        | Coldeportes Bicicletas Strongman        | + 19m41s                  |                           |
| 6.                        | Supergiros-Alcaldía de Manizales        | + 22m12s                  |                           |
| 7.                        | EPM-Scott                               | + 24m06s                  |                           |
| 8.                        | Coldeportes Zenú                        | + 24m29s                  |                           |
| 9.                        | GW Shimano Chaoyang Kixx Envía PX Lazer | + 43m35s                  |                           |
| 10.                       | Sundark Arawak                          | + 1h04m21s                |                           |

## Evolução das classificações
| Etapa                 | Vencedor              | Classificação geral | Classificação por pontos | Classificação da montanha | Classificação sprint especial | Classificação dos jovens | Prêmio da combatividade | Classificação por equipas |
| --------------------- | --------------------- | ------------------- | ------------------------ | ------------------------- | ----------------------------- | ------------------------ | ----------------------- | ------------------------- |
| Prólogo               | Óscar Sevilla         | Óscar Sevilla       | Óscar Sevilla            | Bryan Gómez               | Fabio Duarte                  | Rafael Pineda            | Miguel Ángel Reis       | Medellín                  |
| 1.ª                   | William Muñoz         | Óscar Sevilla       | William Muñoz            | Bryan Gómez               | Carlos Alzate                 | Rafael Pineda            | Miguel Mogollón         | Coldeportes Strongman     |
| 2.ª                   | Róbigzon Oyola        | Róbigzon Oyola      | William Muñoz            | Weimar Roldán             | Carlos Alzate                 | Rafael Pineda            | Diego Ochoa             | Coldeportes Strongman     |
| 3.ª                   | Cristhian Montoya     | Róbigzon Oyola      | William Muñoz            | Danny Osorio              | Carlos Alzate                 | Rafael Pineda            | Miguel Ángel Rubiano    | Coldeportes Strongman     |
| 4.ª                   | Weimar Roldán         | Róbigzon Oyola      | Weimar Roldán            | Danny Osorio              | Weimar Roldán                 | Rafael Pineda            | Miguel Mogollón         | Coldeportes Strongman     |
| 5.ª                   | Carlos Alzate         | Róbigzon Oyola      | Weimar Roldán            | Danny Osorio              | Carlos Alzate                 | Rafael Pineda            | Germán Sánchez          | Coldeportes Strongman     |
| 6.ª                   | Omar Mendoza          | José Tito Hernández | Weimar Roldán            | Walter Pedraza            | William Muñoz                 | Kevin Cano               | Álvaro Duarte           | Coldeportes Strongman     |
| 7.ª                   | Weimar Roldán         | José Tito Hernández | Weimar Roldán            | Walter Pedraza            | William Muñoz                 | Kevin Cano               | Jhon A. Rodríguez       | Orgullo Paisa             |
| 8.ª                   | Bryan Gómez           | José Tito Hernández | Weimar Roldán            | Walter Pedraza            | William Muñoz                 | Kevin Cano               | Juan Pablo Suarez       | GW Shimano                |
| 9.ª                   | Heiner Parra          | Heiner Parra        | Weimar Roldán            | Danny Osorio              | William Muñoz                 | Rafael Pineda            | William David Molano    | Néctar-Gob. C/marca       |
| 10.ª                  | Óscar Sevilla         | Fabio Duarte        | Weimar Roldán            | Danny Osorio              | William Muñoz                 | Jhojan García            | Frank Osorio            | Medellín                  |
| 11.ª                  | Óscar Quiroz          | Fabio Duarte        | Weimar Roldán            | Álvaro Duarte             | William Muñoz                 | Jhojan García            | Cristián Tobar          | Medellín                  |
| 12.ª                  | Brandon Rivera        | Fabio Duarte        | Weimar Roldán            | Álvaro Duarte             | William Muñoz                 | Jhojan García            | Marco Tulio Suesca      | Medellín                  |
| 13.ª                  | Brayan Sánchez        | Fabio Duarte        | Weimar Roldán            | Álvaro Duarte             | William Muñoz                 | Jhojan García            | Alexis Camacho          | Medellín                  |
| Classificações finais | Classificações finais | Fabio Duarte        | Weimar Roldán            | Álvaro Duarte             | William Muñoz                 | Jhojan García            | não outorgado           | Medellín                  |